# اثر سی‌اس‌آی
اثر سی‌اس‌آی (انگلیسی: CSI effect) روش‌های مختلفی را توصیف می‌کند که در آن تصویر اغراق‌آمیزی از علوم قانونی در برنامه‌های تلویزیونی جنایی مانند سی‌اس‌ای: بررسی صحنه جرم بر افکار عمومی تأثیر می‌گذارد. این اصطلاح برای اولین بار در سال ۲۰۰۴ در مقاله‌ای در یواس‌ای تودی گزارش شد، که در آن به تأثیر برنامه‌های تلویزیونی که به پزشکی قانونی می‌پردازند و بر اعضای هیئت منصفه تأثیر می‌گذارد، می‌پردازد.
اثر سی‌اس‌آی به این باور اشاره دارد که هیئت منصفه در محاکمات جنایی خواستار شواهد پزشکی قانونی بیشتری شده‌اند و در نتیجه بار اثبات برای دادستان‌ها را افزایش داده‌اند. درحالی‌که این باور در بین کارشناسان حقوقی آمریکایی وجود دارد، برخی از مطالعات نشان داده‌اند که برنامه‌های تلویزیونی جنایی بعید است چنین تأثیری ایجاد کنند، اگرچه تماشاگران این برنامه‌ها ممکن است ارزش کمتری برای شواهد قائل شوند. همان‌طور که فناوری بهبود می‌یابد و رایج تر می‌شود، مردم نیز ممکن است انتظارات بیشتری از قابلیت‌های فناوری علوم قانونی داشته باشند.